# Crostau
Crostau este o comună din landul Saxonia, Germania.
1. ↑  GeoNames